# Константин III (король Шотландии)
Константин III Лысый (гэльск. Causantín mac Áeda, англ. Constantine III, умер в 997) — король Альбы (Шотландии) (995—997), сын короля Кулена.

## Биография
Константин III стал королём Шотландии после смерти Кеннета II и правил всего восемнадцать месяцев, затем пал жертвой в гражданской войне. Он погиб в сражении при Ратинверамонде, что находится у слияния рек Алмонд и Тей. Противником Константина хроники называют Кеннета мак Малькольма, но это, очевидно, ошибка, и им должен был быть Кеннет мак Дуф. Эпитет «Лысый» применительно к Константину III встречается только у Джона Фордуна, который, возможно, спутал короля Шотландии с его современником Эоганом Стратклайдским. Константин III умер бездетным и был последним потомком Эда Белоногого на шотландском престоле.